# پاسکال ایزیلی
پاسکال ایزیلی (به انگلیسی: Pascal Eisele، متولد ۲۷ دسامبر ۱۹۹۲) کشتی‌گیر فرنگی‌کار تیم ملی آلمان است.
از افتخارات وی می‌توان به کسب مدال برنز وزن ۸۰ کیلوگرم در مسابقات قهرمانی کشتی جهان ۲۰۱۷ اشاره کرد.

## مسابقات قهرمانی کشتی جهان ۲۰۱۷
ایزیلی در وزن ۸۰ کیلو مسابقات قهرمانی کشتی جهان ۲۰۱۷ پاریس حاضر بود که در کشتی اول اصلان آتم از ترکیه را شکست داد اما در دور بعد از ماکسیم مانوکیان کشتی‌گیر ارمنستانی شکست خورد و با توجه به حضور این کشتی‌گیر در فینال، به دیدار شانس مجدد رفت. او در اولین مسابقه شانس مجدد الکس بیوربرگ کسیدیس از سوئد را شکست داد و به دیدار رده‌بندی راه یافت. در دیدار رده‌بندی زوراب داتوناشویلی کشتی‌گیر گرجستانی را شکست داد و مدال برنز وزن ۸۰ کیلوگرم را بدست آورد.